# Аксений
Аксений (укр. Аксений, Аксьоний) — упраздненный хутор Царевского сельского совета Коростышевского района Волынского округа.

## История
До 1923 года входил в состав Коростышевской волости Радомысльского уезда Киевской губернии. 16 января 1923 года включен в состав Ставищенской волости и подчинен новообразованному Царевскому сельскому совету, который от 7 марта 1923 года стал частью вновь образованного Ставищенского района Малинского округа. По другим данным, числился в составе сельского совета в сентябре 1924 года. 13 марта 1925 года, в результате расформирования Ставищенского района, передан, в составе сельского совета, в Коростышевский район Житомирского (впоследствии — Волынский) округа.
По состоянию на 1 октября 1941 года не состоял на учёте населенных пунктов.